# Eleições estaduais no Rio de Janeiro em 1986
As eleições estaduais no Rio de Janeiro em 1986 ocorreram em 15 de novembro como parte das eleições gerais no Distrito Federal, em 23 estados e nos territórios federais do Amapá e Roraima. Foram eleitos o governador Moreira Franco, o vice-governador Francisco Amaral e os senadores Nelson Carneiro e Afonso Arinos, além de 46 deputados federais e 70 estaduais.
Para esta eleição o quadro político fluminense apresentou uma polarização entre partidários e adversários do governador Leonel Brizola, a maioria dos quais reunidos em torno de Moreira Franco na disputa pelo Palácio Guanabara. Economista formado pela Universidade Federal do Rio de Janeiro e residente no Rio de Janeiro desde 1955, Moreira Franco nasceu em Teresina e foi pesquisador da Fundação Getúlio Vargas graduando-se em Sociologia em 1969 pela Pontifícia Universidade Católica do Rio de Janeiro, mesmo ano em que casou com Celina Vargas do Amaral Peixoto num matrimônio de vinte anos. Graças a tal vínculo, tornou-se genro de Amaral Peixoto e fez carreira política pelo MDB sendo eleito deputado federal pelo Rio de Janeiro em 1974 e prefeito de Niterói em 1976. Após a fusão entre os estados da Guanabara e do Rio de Janeiro no Governo Ernesto Geisel houve uma cisão no MDB entre Amaral Peixoto e Chagas Freitas numa situação onde o primeiro migrou para o PDS e o segundo levou seu grupo político ao PP e ao PMDB após a incorporação entre as legendas, fato que não impediu as derrotas de Moreira Franco e Miro Teixeira, afilhado político de Chagas Freitas, na eleição para governador em 1982 ante Leonel Brizola. Vencido nas urnas, Moreira Franco assumiu a presidência da editora Nova Aguilar e permaneceu como presidente estadual do PDS até ingressar no PMDB com a vitória da Nova República.
Com o intuito de defender seu legado o governador Leonel Brizola apoiou Darcy Ribeiro, sociólogo nascido em Montes Claros e formado em 1946 na Escola de Sociologia e Política de São Paulo com especialização em Etnologia e integrante do Serviço de Proteção ao Índio nos tempos de Cândido Rondon. Primeiro reitor da Universidade de Brasília e Ministro da Educação durante o gabinete parlamentarista de Hermes Lima, foi chefe da Casa Civil no Governo João Goulart e por isso foi cassado pelo Regime Militar de 1964 alternando momentos de exílio com voltas ao país onde fixou-se novamente em 1976 retornando ao ensino e à política. Fundador do PDT foi eleito vice-governador do Rio de Janeiro em 1982 na chapa de Leonel Brizola.

## Resultado da eleição para governador
| Candidatos a governador do estado | Candidatos a vice-governador    | Número | Coligação                                                                                 | Votação   | Percentual |
| --------------------------------- | ------------------------------- | ------ | ----------------------------------------------------------------------------------------- | --------- | ---------- |
| Moreira Franco PMDB               | Francisco Amaral PMDB           | 15     | Aliança Popular Democrática (PMDB, PFL, PTB, PL, PSC, PDC, PMN, PCB, PCdoB, PTR, PH, PMC) | 3.049.776 | 49,35%     |
| Darcy Ribeiro PDT                 | Cibilis Viana PDT               | 12     | Pacto Democrático Trabalhista (PDT, PMB, PJ, PCN)                                         | 2.217.177 | 35,88%     |
| Fernando Gabeira PT               | Aguinaldo Bezerra dos Santos PT | 13     | PT, PV                                                                                    | 529.603   | 8,57%      |
| Aarão Steinbruch PASART           | Washington Machado PASART       | 30     | Frente Comunitária (PASART, PS, PRP)                                                      | 221.289   | 3,58%      |
| Agnaldo Timóteo PDS               | Eduardo Galil PDS               | 11     | PDS (sem coligação)                                                                       | 109.488   | 1,77%      |
| Sinval Palmeira PSB               | Carlos Campuzzano PSB           | 40     | PSB (sem coligação)                                                                       | 39.617    | 0,64%      |
| Wagner Cavalcanti PND             | Ronaldo Mourão PND              | 37     | PND (sem coligação)                                                                       | 12.769    | 0,21%      |
| Fontes:                           |                                 |        |                                                                                           |           |            |

## Resultado da eleição para senador
Vinte e um candidatos disputaram duas cadeiras para senador. Foram apurados 10.513.756 votos nominais.
| Candidatos a senador da República | Candidatos a suplente de senador                                   | Número | Coligação            | Votação   | Percentual |
| --------------------------------- | ------------------------------------------------------------------ | ------ | -------------------- | --------- | ---------- |
| Nelson Carneiro PMDB              | -                                                                  | 151    | PMDB (em sublegenda) | 2.486.868 | 23,65%     |
| Marcello Alencar PDT              | Bayard Boiteux PDT Humberto Saade PDT                              | 121    | PDT (sem coligação)  | 1.784.881 | 16,98%     |
| José Frejat PDT                   | Ananias Batista do Nascimento PDT Kleber Borba PDT                 | 122    | PDT (sem coligação)  | 1.351.926 | 12,86%     |
| Hélio Ferraz PL                   | Marco Antônio de Moura Vales PL Egon Koch PL                       | 22     | PL (sem coligação)   | 1.157.400 | 11,01%     |
| Afonso Arinos PFL                 | -                                                                  | 252    | PFL (em sublegenda)  | 1.041.799 | 9,91%      |
| Hydekel de Freitas PFL            | -                                                                  | 251    | PFL (em sublegenda)  | 598.876   | 5,70%      |
| José Colagrossi PMDB              | -                                                                  | 152    | PMDB (em sublegenda) | 407.393   | 3,87%      |
| Evandro Lins e Silva PSB          | Antônio Houaiss PSB Sérgio Rosa PSB                                | 401    | PSB (sem coligação)  | 367.366   | 3,49%      |
| Rockfeller de Lima PFL            | -                                                                  | 251    | PFL (em sublegenda)  | 290.924   | 2,77%      |
| Demistoclides Batista PT          | Edmilson Jorge de Oliveira PT Roosevelt Rui dos Santos PT          | 132    | PT (em sublegenda)   | 236.915   | 2,25%      |
| Hélio Fernandes PMDB              | -                                                                  | 152    | PMDB (em sublegenda) | 160.082   | 1,52%      |
| Antônio Pedreira PPB              | Otto Almeida de Oliveira PPB Felipe de Sá Vasconcelos PPB          | 161    | PPB (sem coligação)  | 154.095   | 1,46%      |
| Francisco Cesário Alvim Neto PT   | José Eustachio Bruno PT Otávio Periard Amaral PT                   | 131    | PT (em sublegenda)   | 133.467   | 1,27%      |
| Hércules Correia PCB              | João Carlos Araújo Santos PCB -                                    | 231    | PCB (sem coligação)  | 64.553    | 0,61%      |
| Abdon Azaro PSC                   | Fernando da Silva Pires PSC Maria de Nazaré Abraão de Oliveira PSC | 201    | PSC (sem coligação)  | 64.379    | 0,61%      |
| Antônio Pedro Celestino PND       | Arlindo Carlos de Almeida PND Jerônimo Alexandrino Ferreira PND    | 371    | PND (sem coligação)  | 55.560    | 0,53%      |
| Iremir de Souza Dias Pereira PRT  | Noêmia dos Santos Cruz PRT Francisca da Silva Andrade PRT          | 351    | PRT (sem coligação)  | 39.123    | 0,37%      |
| Wanderley Costa PH                | Jorge de Carvalho PH Lea Alves da Silva Costa PH                   | 191    | PH (sem coligação)   | 32.273    | 0,32%      |
| José Souza de Jesus Alvorada PN   | Ruth Moss de Souza PN Ascendino da Rocha PN                        | 681    | PD (sem coligação)   | 30.137    | 0,29%      |
| Mauro Sérgio Dias PH              | Lina Queiroz de Huneeus PH Elisabete Manoel PH                     | 192    | PH (sem coligação)   | 29.898    | 0,28%      |
| Fernando Abelheira PDS            | Edna de Souza e Silva PDS Francisco Hermes Salles PDS              | 111    | PDS (sem coligação)  | 25.841    | 0,25%      |
| Fontes:                           |                                                                    |        |                      |           |            |

## Biografia dos senadores eleitos

### Nelson Carneiro
Na eleição das duas vagas para senador o mais votado foi o jornalista e advogado Nelson Carneiro. Patrono da causa divorcista ele nasceu em Salvador, formou-se na Universidade Federal da Bahia e foi eleito deputado federal pelo PSD em 1950. Derrotado ao tentar a reeleição veio para a cidade do Rio de Janeiro onde esteve preso no governo Getúlio Vargas por apoiar a Revolução Constitucionalista de 1932 e onde cobriu a elaboração da Constituição de 1946. Tendo como plataforma a aprovação do divórcio foi eleito deputado federal pelo Distrito Federal em 1958 sendo o autor da emenda que instaurou o parlamentarismo no Brasil após a renúncia de Jânio Quadros de modo a contornar o veto dos militares à posse de João Goulart em 1961. Reeleito pela Guanabara em 1962 e 1966 foi o primeiro presidente do diretório estadual do MDB pelo qual foi eleito senador em 1970 e 1978 já pelo estado do Rio de Janeiro. Após passar pelo PTB optou pelo PMDB e conquistou seu terceiro mandato.

### Afonso Arinos
Nascido em Belo Horizonte e formado na Universidade Federal do Rio de Janeiro, o advogado, jurista, professor, historiador, ensaísta e crítico literário Afonso Arinos apoiou Getúlio Vargas até que a decretação do Estado Novo causou o rompimento exposto via Manifesto dos Mineiros. Filiado à UDN foi efetivado deputado federal em 1947 com a eleição de Milton Campos para o governo de Minas Gerais. Reeleito em 1950 e 1954, destacou-se como opositor do segundo governo Getúlio Vargas. Autor da Lei Afonso Arinos contra a discriminação racial e membro da Academia Brasileira de Letras, foi eleito senador pelo Distrito Federal em 1958 assumindo o Ministério das Relações Exteriores no governo Jânio Quadros. Partidário e depois crítico do Regime Militar de 1964, chegou a integrar a ARENA, mas preferiu não disputar a reeleição pela Guanabara em 1966.

## Deputados federais eleitos
São relacionados os candidatos eleitos com informações complementares da Câmara dos Deputados.

Representação eleita
  PDT: 15
  PMDB: 12
  PFL: 7
  PL: 4
  PTB: 3
  PT: 2
  PCdoB: 1
  PDS: 1
  PDC: 1

Fonteː
| Número  | Deputados federais eleitos | Partido | Votação | Percentual | Cidade onde nasceu    | Unidade federativa  |
| 2290    | Álvaro Valle               | PL      | 324.941 |            | Rio de Janeiro        | Rio de Janeiro      |
| 2512    | Sandra Cavalcanti          | PFL     | 137.595 |            | Belém                 | Pará                |
| 1291    | César Maia                 | PDT     | 93.045  |            | Rio de Janeiro        | Rio de Janeiro      |
| 2501    | Rubem Medina               | PFL     | 80.003  |            | Rio de Janeiro        | Rio de Janeiro      |
| 1564    | Artur da Távola            | PMDB    | 77.738  |            | Rio de Janeiro        | Rio de Janeiro      |
| 2510    | Francisco Dornelles        | PFL     | 71.592  |            | Belo Horizonte        | Minas Gerais        |
| 1157    | Amaral Netto               | PDS     | 71.158  |            | Niterói               | Rio de Janeiro      |
| 1563    | Ronaldo Cezar Coelho       | PMDB    | 68.966  |            | Rio de Janeiro        | Rio de Janeiro      |
| 1289    | Roberto d'Ávila            | PDT     | 68.286  |            | São Paulo             | São Paulo           |
| 1245    | Brandão Monteiro           | PDT     | 57.988  |            | Rosário               | Maranhão            |
| 1504    | Paulo Ramos                | PMDB    | 57.482  |            | Rio de Janeiro        | Rio de Janeiro      |
| 1522    | Aloysio Teixeira           | PMDB    | 54.926  |            | Rio de Janeiro        | Rio de Janeiro      |
| 1542    | Ana Maria Rattes           | PMDB    | 54.710  |            | Rio de Janeiro        | Rio de Janeiro      |
| 1455    | Roberto Augusto            | PTB     | 54.332  |            | Três Lagoas           | Mato Grosso do Sul  |
| 1759    | Sotero Cunha               | PDC     | 51.189  |            | Natal                 | Rio Grande do Norte |
| 1250    | Juarez Antunes             | PDT     | 51.019  |            | Estrela Dalva         | Minas Gerais        |
| 2525    | Simão Sessim               | PFL     | 50.474  |            | Rio de Janeiro        | Rio de Janeiro      |
| 1515    | Miro Teixeira              | PMDB    | 49.106  |            | Rio de Janeiro        | Rio de Janeiro      |
| 1212    | José Maurício              | PDT     | 46.748  |            | Campos dos Goytacazes | Rio de Janeiro      |
| 1520    | Daso Coimbra               | PMDB    | 45.399  |            | Rio de Janeiro        | Rio de Janeiro      |
| 2444    | Edmílson Valentim          | PCdoB   | 43.730  |            | Rio de Janeiro        | Rio de Janeiro      |
| 1536    | Jorge Leite                | PMDB    | 42.901  |            | Rio de Janeiro        | Rio de Janeiro      |
| 1534    | Marcio Braga               | PMDB    | 41.305  |            | Rio de Janeiro        | Rio de Janeiro      |
| 1411    | Fábio Raunheitti           | PTB     | 38.485  |            | Nova Iguaçu           | Rio de Janeiro      |
| 1248    | Lysâneas Maciel            | PDT     | 36.913  |            | Patos de Minas        | Minas Gerais        |
| 1525    | Gustavo de Faria           | PMDB    | 35.954  |            | Rio de Janeiro        | Rio de Janeiro      |
| 1565    | Messias Soares             | PDT     | 34.897  |            | Belo Horizonte        | Rio de Janeiro      |
| 1265    | Luiz Salomão               | PDT     | 34.731  |            | Rio de Janeiro        | Rio de Janeiro      |
| 1544    | Denisar Arneiro            | PMDB    | 31.744  |            | Três Rios             | Rio de Janeiro      |
| 2201    | Oswaldo Almeida            | PDT     | 31.643  |            | Campos dos Goytacazes | Rio de Janeiro      |
| 1308    | Vladimir Palmeira          | PT      | 30.216  |            | Maceió                | Alagoas             |
| 2551    | Osmar Leitão               | PFL     | 29.403  |            | São Gonçalo           | Rio de Janeiro      |
| 1511    | Flavio Palmier da Veiga    | PMDB    | 28.451  |            | Niterói               | Rio de Janeiro      |
| 1286    | Carlos Alberto Caó         | PDT     | 27.943  |            | Salvador              | Bahia               |
| 1306    | Benedita da Silva          | PT      | 27.460  |            | Rio de Janeiro        | Rio de Janeiro      |
| 2520    | Alair Ferreira             | PFL     | 27.020  |            | Sacramento            | Minas Gerais        |
| 1204    | Feres Nader                | PDT     | 27.013  |            | Bananal               | São Paulo           |
| 2502    | Arolde de Oliveira         | PFL     | 26.417  |            | São Luiz Gonzaga      | Rio Grande do Sul   |
| 1287    | Vivaldo Barbosa            | PDT     | 26.357  |            | Manhumirim            | Minas Gerais        |
| 1484    | Roberto Jefferson          | PTB     | 24.938  |            | Petrópolis            | Rio de Janeiro      |
| 1209    | Bocaiuva Cunha             | PDT     | 24.524  |            | Rio de Janeiro        | Rio de Janeiro      |
| 1208    | Noel de Carvalho           | PDT     | 23.998  |            | Resende               | Rio de Janeiro      |
| 1270    | Edésio Frias               | PDT     | 21.077  |            | Moreno                | Pernambuco          |
| 2272    | José Carlos Coutinho       | PL      | 15.553  |            | Taubaté               | São Paulo           |
| 2243    | Adolfo Oliveira            | PL      | 8.920   |            | Petrópolis            | Rio de Janeiro      |
| 2218    | José Luiz de Sá            | PL      | 7.947   |            | Volta Redonda         | Rio de Janeiro      |
| Fontes: |                            |         |         |            |                       |                     |

## Deputados estaduais eleitos
No Rio de Janeiro foram eleitos setenta (70) deputados estaduais.

Representação eleita
  PMDB: 18
  PDT: 17
  PFL: 10
  PTB: 5
  PL: 4
  PT: 4
  PSB: 2
  PTR: 2
  PASART: 2
  PDC: 2
  PCdoB: 1
  PDS: 1
  PTN: 1
  PMN: 1

| Votação | Deputados estaduais eleitos | Partido | Votação | Percentual | Cidade onde nasceu    | Unidade federativa  |
| -       | Jandira Feghali             | PCdoB   | 91.977  |            | Curitiba              | Paraná              |
| -       | Eraldo Macedo               | PTB     | 47.365  |            |                       |                     |
| -       | Átila Nunes                 | PMDB    | 38.529  |            | Rio de Janeiro        | Rio de Janeiro      |
| -       | Jorge Roberto Silveira      | PDT     | 37.023  |            | Niterói               | Rio de Janeiro      |
| -       | Ivo Saldanha                | PFL     | 33.857  |            |                       |                     |
| -       | Anthony Garotinho           | PDT     | 33.439  |            | Campos dos Goytacazes | Rio de Janeiro      |
| -       | Albano Reis                 | PFL     | 32.653  |            | Rio de Janeiro        | Rio de Janeiro      |
| -       | Heloneida Studart           | PMDB    | 32.143  |            | Fortaleza             | Ceará               |
| -       | Pedro Fernandes             | PMDB    | 30.817  |            | Parelhas              | Rio Grande do Norte |
| -       | Sérgio Diniz                | PMDB    | 30.751  |            |                       |                     |
| -       | Alberto Brizola             | PDT     | 29.184  |            | Triunfo               | Rio Grande do Sul   |
| -       | Jardanes de Oliveira        | PDT     | 27.133  |            |                       |                     |
| -       | Fernando Lopes              | PDT     | 26.664  |            | Rio de Janeiro        | Rio de Janeiro      |
| -       | Luiz Barbosa Correa         | PMDB    | 25.416  |            |                       |                     |
| -       | Paulo Antunes               | PMDB    | 25.123  |            |                       |                     |
| -       | Carlos Minc                 | PT      | 24.641  |            | Rio de Janeiro        | Rio de Janeiro      |
| -       | José Nader                  | PDT     | 24.326  |            | Bananal               | São Paulo           |
| -       | Aires Abdalla               | PMDB    | 23.860  |            |                       |                     |
| -       | Farid Abrahão David         | PFL     | 23.621  |            | Nilópolis             | Rio de Janeiro      |
| -       | Veiga de Brito              | PL      | 23.619  |            |                       |                     |
| -       | Eduardo Chuahy              | PDT     | 22.819  |            |                       |                     |
| -       | Napoleão Veloso             | PMDB    | 22.510  |            |                       |                     |
| -       | Daisy Lúcidi                | PFL     | 22.271  |            | Rio de Janeiro        | Rio de Janeiro      |
| -       | João Caldara                | PMDB    | 22.089  |            |                       |                     |
| -       | José Cozzolino              | PFL     | 21.186  |            |                       |                     |
| -       | Silvério Espírito Santo     | PMDB    | 20.896  |            |                       |                     |
| -       | Alberto Dauaire             | PMDB    | 20.887  |            |                       |                     |
| -       | Gilberto Rodrigues          | PMDB    | 20.799  |            |                       |                     |
| -       | Ademar Alves                | PTB     | 20.557  |            |                       |                     |
| -       | Iara Vargas                 | PDT     | 19.993  |            | São Borja             | Rio Grande do Sul   |
| -       | Elias Camilo Jorge          | PMDB    | 19.670  |            |                       |                     |
| -       | José Figorelle              | PMDB    | 19.456  |            |                       |                     |
| -       | Fernando Miguel             | PMDB    | 19.405  |            |                       |                     |
| -       | Cláudio Moacyr              | PDT     | 18.952  |            |                       |                     |
| -       | Jorge Pimentel              | PMDB    | 18.607  |            |                       |                     |
| -       | Paulo Cordeiro              | PFL     | 18.408  |            |                       |                     |
| -       | Nilo Teixeira               | PMDB    | 17.882  |            |                       |                     |
| -       | Elmiro Coutinho             | PMDB    | 17.401  |            |                       |                     |
| -       | Milton Temer                | PSB     | 17.120  |            | Rio de Janeiro        | Rio de Janeiro      |
| -       | Aluísio Gama                | PDT     | 17.083  |            |                       |                     |
| -       | Roberto Pinto               | PFL     | 16.840  |            |                       |                     |
| -       | Luiz Sales                  | PT      | 16.319  |            |                       |                     |
| -       | Jorge David                 | PFL     | 16.216  |            |                       |                     |
| -       | Carlos Correia              | PDT     | 16.006  |            |                       |                     |
| -       | Mesquita Bráulio            | PFL     | 15.421  |            |                       |                     |
| -       | Roberto Figueiredo          | PTB     | 14.861  |            |                       |                     |
| -       | Amadeu Chacar               | PDT     | 14.565  |            |                       |                     |
| -       | Josias Ávila Júnior         | PFL     | 14.236  |            |                       |                     |
| -       | Alice Tamborindeguy         | PDT     | 14.194  |            | Rio de Janeiro        | Rio de Janeiro      |
| -       | Altino Moreira              | PTB     | 14.088  |            |                       |                     |
| -       | Alcides Fonseca             | PTB     | 13.433  |            |                       |                     |
| -       | José Nicolau                | PL      | 13.176  |            |                       |                     |
| -       | Aloísio Trindade            | PDT     | 13.139  |            |                       |                     |
| -       | Lúcia Arruda                | PT      | 12.715  |            |                       |                     |
| -       | Luiz Henrique de Lima       | PDT     | 12.625  |            |                       |                     |
| -       | Carlos Vignoli              | PDT     | 12.364  |            |                       |                     |
| -       | Edson Ezequiel              | PDT     | 12.260  |            | Recife                | Pernambuco          |
| -       | Godofredo Pinto             | PSB     | 12.241  |            | Campos dos Goytacazes | Rio de Janeiro      |
| -       | Domingos de Freitas         | PL      | 11.647  |            |                       |                     |
| -       | Antônio Francisco Neto      | PL      | 9.702   |            | Volta Redonda         | Rio de Janeiro      |
| -       | Noé da Silva                | PASART  | 9.050   |            |                       |                     |
| -       | Daniel Figueiredo           | PDC     | 9.045   |            |                       |                     |
| -       | Rubens Bomtempo             | PTR     | 9.010   |            |                       |                     |
| -       | Ernani Coelho               | PT      | 8.128   |            |                       |                     |
| -       | Antônio Lopes               | PDS     | 8.021   |            |                       |                     |
| -       | Oton São Paio               | PTR     | 6.509   |            |                       |                     |
| -       | Nicanor Campanário          | PASART  | 5.979   |            |                       |                     |
| -       | Waldir Vieira               | PDC     | 5.212   |            |                       |                     |
| -       | Djanir Soares               | PTN     | 4.302   |            |                       |                     |
| -       | Floriano Cinelli            | PMN     | 2.837   |            |                       |                     |
| Fontes: |                             |         |         |            |                       |                     |